# The Line Between
The Line Between è il primo album registrato dai Deus Funk nel 2006 e ripubblicato 2008 sotto l'etichetta UK Division Records. Stilisticamente è un album che presenta influenze funk e rock che ricorda lo stile di band come Red Hot Chili Peppers e Incubus e contiene una versione riarrangiata di Message in a Bottle dei The Police.

## Tracce
1. Love – 4:09
2. Leave It – 3:18
3. Flow – 2:36
4. Fifteen (Summer Snapback) – 4:26
5. Message in a bottle – 5:12
6. Close. – 3:29
7. Ordinary Story – 4:09
8. The Waves (Part 1) – 4:08
9. Wish – 3:55
10. The Waves (Part 2) – 5:03
11. Fifteen (Acoustic) – 4:33

## Formazione
- Antonio Minardi - voce, chitarra
- Michele Tomasini - chitarra
- Mattia Lucatini - chitarra
- Iacopo Tassi - basso
- Marcello Cristofori - batteria